# Минервина
Минервина е съпруга и любовница на Константин. Тя има един син Крисп. Когато Константин иска да подсили своите връзки с тетрарсите, той напуска Минервина и се оженва за Фауста, дъщеря на Максимиан.